# Підлісна (Юринський район)
Підлі́сна (рос. Подлесная, марій. Подлесная) — присілок у складі Юринського району Марій Ел, Росія. Входить до складу Биковського сільського поселення.

## Населення
Населення — 90 осіб (2010; 94 у 2002).
Національний склад (станом на 2002 рік):
- росіяни — 93 %